# Roberto Castrovido
Roberto Castrovido Sanz (5 de janeiro de 1864 – 1941) foi um jornalista e político espanhol que serviu como legislador no Congresso dos Deputados várias vezes durante o período da Restauração entre 1912 e 1920 e, novamente, durante a Segunda República Espanhola entre 1931 e 1933.